# Southlake, Texas
Southlake là một thành phố thuộc quận Tarrant, tiểu bang Texas, Hoa Kỳ. Năm 2010, dân số của xã này là 26575 người.

## Dân số
- Dân số năm 2000: 21519 người.
- Dân số năm 2010: 26575 người.